# Empoli Football Club 2007-2008
In questa pagina, sono raccolte le informazioni sulle competizioni ufficiali disputate dall'Empoli Football Club nella stagione 2007-2008.

## Stagione
In virtù del settimo posto conquistato nel campionato precedente, nell'annata 2007-2008 l'Empoli esordisce nelle competizioni europee: il cammino della squadra in Coppa UEFA termina al primo turno, contro gli svizzeri dello Zurigo. 
Il campionato comincia molto male, poiché in cinque partite l'Empoli realizza solo due pareggi a reti bianche contro la Lazio a Roma, e in casa contro il Napoli. In seguito i toscani paiono rialzarsi battendo il Palermo per 3-1, cadendo tuttavia la giornata dopo per 3-0 nel derby toscano contro il Siena. All'ottava giornata la squadra ottiene una inaspettata vittoria contro il Milan, uscendo vittorioso 1-0 da San Siro, cosa che le permette di uscire dalla zona retrocessione. Ciò nonostante nelle successive cinque partite i toscani ottengono solamente 2 punti, riuscendo tra le alte cose a bloccare la Roma al Castellani per 2-2 grazie a un gol di Giovinco nel recupero, ma non mostrando qualità di gioco nelle altre gare, patendo in particolar modo una scarsa vena sottorete, infatti solamente sette reti sono state segnate in tredici partite.

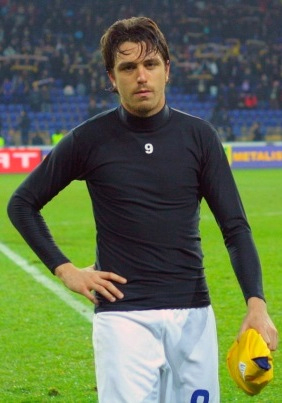
Nicola Pozzi, miglior marcatore stagionale della squadra con 10 gol.

Il 25 novembre 2007, dopo un 0-0 casalingo contro il Torino e con un avvio di campionato negativo con soli 10 punti nelle prime tredici partite (due vittorie e quattro pareggi), la società esonera Luigi Cagni il quale è sostituito da Alberto Malesani. Con il nuovo tecnico la squadra stenta a migliorare, malgrado un successo contro il Cagliari per 4-1 con quaterna di Pozzi, e chiude il girone di andata al penultimo posto con 16 punti. 
Nel girone di ritorno l'Empoli consegue risultati migliori, inanellando tre vittorie consecutive contro Lazio, Napoli e Catania (quest'ultima diretta concorrente per la salvezza) che permettono alla squadra di risollevarsi al quattordicesimo posto, a +3 sulla zona retrocessione. Il buon ruolino si è vanificato nelle successive sette partite, in cui i toscani totalizzano un solo punto (0-0 contro la Juventus) e sprofondano in classifica all'ultimo posto. 
Malesani è esonerato dopo la trentunesima giornata, con Cagni che torna sulla panchina azzurra. Il ritorno del tecnico bresciano produce 10 punti nelle ultime sette gare, che tuttavia non bastano per la salvezza a fronte delle sconfitte, entrambi per 0-2, negli scontri-salvezza contro Cagliari e Reggina. L'Empoli manca la permanenza in massima serie all'ultima giornata, pur battendo il Livorno per 2-1: il Catania, diretta concorrente, si salva grazie a un pareggio contro la Roma che le vale il quartultimo posto; come ulteriore motivo di recriminazione, in caso di parità di punteggio i toscani si sarebbero salvati per via degli scontri diretti favorevoli (sconfitta 1-0 in Sicilia e vittoria al Castellani per 2-0).

## Rosa
| N. |                    | Ruolo | Calciatore                 |
| -- | ------------------ | ----- | -------------------------- |
| 1  | Italia (bandiera)  | P     | Davide Bassi               |
| 2  | Italia (bandiera)  | D     | Felice Piccolo             |
| 3  | Italia (bandiera)  | D     | Nicola Ascoli              |
| 4  | Brasile (bandiera) | D     | Rincón                     |
| 5  | Italia (bandiera)  | C     | Davide Moro                |
| 6  | Italia (bandiera)  | D     | Ignazio Abate              |
| 7  | Italia (bandiera)  | D     | Vittorio Tosto             |
| 8  | Italia (bandiera)  | C     | Francesco Marianini        |
| 9  | Italia (bandiera)  | A     | Nicola Pozzi               |
| 10 | Italia (bandiera)  | C     | Ighli Vannucchi (capitano) |
| 11 | Italia (bandiera)  | A     | Luca Saudati               |
| 12 | Italia (bandiera)  | P     | Alberto Pelagotti          |
| 14 | Italia (bandiera)  | D     | Daniele Adani              |
| 15 | Italia (bandiera)  | D     | Richard Vanigli            |
| 16 | Italia (bandiera)  | D     | Lino Marzorati             |
| 17 | Italia (bandiera)  | C     | Gianluca Musacci           |

| N. |                    | Ruolo | Calciatore                    |
| -- | ------------------ | ----- | ----------------------------- |
| 17 | Brasile (bandiera) | A     | Éder                          |
| 18 | Uruguay (bandiera) | C     | Guillermo Giacomazzi          |
| 19 | Italia (bandiera)  | C     | Claudio Marchisio             |
| 20 | Italia (bandiera)  | D     | Simone Iacoponi               |
| 21 | Italia (bandiera)  | A     | Sebastian Giovinco            |
| 23 | Italia (bandiera)  | P     | Daniele Balli                 |
| 24 | Italia (bandiera)  | C     | Antonio Buscè (vice capitano) |
| 27 | Italia (bandiera)  | A     | Rey Volpato                   |
| 30 | Italia (bandiera)  | A     | Salvatore Caturano            |
| 32 | Italia (bandiera)  | C     | Alessandro Budel              |
| 46 | Italia (bandiera)  | D     | Andrea Raggi                  |
| 50 | Italia (bandiera)  | D     | Francesco Pratali             |
| 77 | Italia (bandiera)  | C     | Luca Antonini                 |
| 87 | Italia (bandiera)  | C     | Felice Prevete                |
| 90 | Georgia (bandiera) | A     | Levan Mch'edlidze             |

## Calciomercato

### Sessione estiva(dall'1/7 al 31/8)
| Acquisti | Acquisti             | Acquisti   | Acquisti                         |
| R.       | Nome                 | da         | Modalità                         |
| -------- | -------------------- | ---------- | -------------------------------- |
| D        | Luca Antonini        | Milan      | compartecipazione                |
| D        | Lino Marzorati       | Milan      | compartecipazione                |
| D        | Felice Piccolo       | Juventus   | compartecipazione (125.000 €)    |
| D        | Rincón               | Inter      | prestito                         |
| D        | Alessandro Vinci     | Cuoiopelli | fine prestito                    |
| C        | Ignazio Abate        | Milan      | compartecipazione                |
| C        | Guillermo Giacomazzi | Palermo    | prestito con diritto di riscatto |
| C        | Sebastian Giovinco   | Juventus   | prestito                         |
| C        | Claudio Marchisio    | Juventus   | prestito                         |
| C        | Felice Prevete       | Cavese     | compartecipazione                |
| A        | Rey Volpato          | Juventus   | compartecipazione (500.000 €)    |

| Cessioni | Cessioni                | Cessioni      | Cessioni                      |
| R.       | Nome                    | a             | Modalità                      |
| -------- | ----------------------- | ------------- | ----------------------------- |
| D        | Ivano Baldanzeddu       | Avellino      | compartecipazione             |
| D        | Fabrizio Ficini         |               | svincolato                    |
| D        | Stefano Lucchini        |               | svincolato                    |
| D        | Alessandro Vinci        | Melfi         | prestito                      |
| C        | Sergio Bernardo Almirón | Juventus      | definitivo (9 milioni €)      |
| C        | Davide Matteini         | Palermo       | risoluzione compartecipazione |
| C        | Gianluca Musacci        | Massese       | prestito                      |
| A        | Pietro Arcidiacono      | Monza         | prestito                      |
| A        | Christian Cesaretti     | Sangiovannese | prestito                      |
| A        | Claudio Coralli         | Cittadella    | prestito                      |

### Sessione invernale(dal 2/1 al 31/1)
| Acquisti | Acquisti            | Acquisti      | Acquisti      |
| R.       | Nome                | da            | Modalità      |
| -------- | ------------------- | ------------- | ------------- |
| C        | Alessandro Budel    |               | svincolato    |
| C        | Gianluca Musacci    | Massese       | fine prestito |
| A        | Christian Cesaretti | Sangiovannese | fine prestito |

| Cessioni | Cessioni            | Cessioni  | Cessioni                          |
| R.       | Nome                | a         | Modalità                          |
| -------- | ------------------- | --------- | --------------------------------- |
| C        | Felice Prevete      | Crotone   | prestito                          |
| A        | Christian Cesaretti | Lucchese  | prestito                          |
| A        | Éder                | Frosinone | compartecipazione (1,5 milioni €) |

## Risultati

### Serie A

#### Girone di andata
| Arbitro: | Trefoloni (Siena) |

|                                    |           |               |
| Pazzini 56’ Mutu 65’ Montolivo 70’ | Marcatori | 90+2’ Saudati |

| Arbitro: | Ayroldi (Molfetta) |

|  |           |                      |
|  | Marcatori | 14’, 83’ Ibrahimovic |

| Roma 15 settembre 2007, ore 20:30 CEST 3ª giornata | Lazio               | 0 – 0 referto | Empoli | Stadio Olimpico (19.460 spett.)\| Arbitro: \| De Marco (Chiavari) \| |
| Arbitro:                                           | De Marco (Chiavari) |               |        |                                                                      |

| Empoli 23 settembre 2007, ore 15:00 CEST 4ª giornata | Empoli            | 0 – 0 referto | Napoli | Stadio Carlo Castellani (11.985 spett.)\| Arbitro: \| Rizzoli (Bologna) \| |
| Arbitro:                                             | Rizzoli (Bologna) |               |        |                                                                            |

| Arbitro: | Marelli (Como) |

|              |           |  |
| Martínez 48’ | Marcatori |  |

| Arbitro: | Orsato (Schio) |

|                                               |           |            |
| Pozzi 47’ Giovinco 82’ Vannucchi 90+1’ (rig.) | Marcatori | 40’ Cavani |

| Arbitro: | Farina (Novi Ligure) |

|                                                 |           |  |
| Maccarone 65’ (rig.) Locatelli 79’ Galloppa 82’ | Marcatori |  |

| Arbitro: | Giannoccaro (Lecce) |

|  |           |             |
|  | Marcatori | 55’ Saudati |

| Arbitro: | Brighi (Cesena) |

|  |           |          |
|  | Marcatori | 75’ Doni |

| Arbitro: | Celi (Bari) |

|                                |           |  |
| Trezeguet 51’ (rig.), 62’, 70’ | Marcatori |  |

| Arbitro: | Banti (Livorno) |

|                              |           |                      |
| Vannucchi 67’ Giovinco 90+1’ | Marcatori | 13’ Giuly 32’ Brighi |

| Arbitro: | Palanca (Roma 1) |

|                                                |           |  |
| Giacomazzi 5’ (aut.) Montella 40’ Sammarco 90’ | Marcatori |  |

| Empoli 25 novembre 2007, ore 15:00 CET 13ª giornata | Empoli                      | 0 – 0 referto | Torino | Stadio Carlo Castellani (5.579 spett.)\| Arbitro: \| Girardi (San Donà di Piave) \| |
| Arbitro:                                            | Girardi (San Donà di Piave) |               |        |                                                                                     |

| Arbitro: | Romeo (Verona) |

|          |           |  |
| Paci 21’ | Marcatori |  |

| Arbitro: | Brighi (Cesena) |

|                         |           |              |
| Pozzi 2’, 10’, 50’, 64’ | Marcatori | 76’ D. Conti |

| Arbitro: | Giannoccaro (Lecce) |

|                |           |              |
| Giovinco 45+1’ | Marcatori | 88’ Masiello |

| Arbitro: | Valeri (Roma 2) |

|                           |           |                           |
| Dossena 22’ Di Natale 85’ | Marcatori | 51’ Raggi 90+3’ Marzorati |

| Arbitro: | Dondarini (Finale Emilia) |

|                   |           |             |
| Saudati 5’ (rig.) | Marcatori | 2’ Ceravolo |

| Arbitro: | Damato (Barletta) |

|                   |           |  |
| Tavano 51’ (rig.) | Marcatori |  |

#### Girone di ritorno
| Arbitro: | Farina (Novi Ligure) |

|  |           |                        |
|  | Marcatori | 86’ Mutu 90+3’ Pazzini |

| Arbitro: | Tagliavento (Terni) |

|                        |           |  |
| Ibrahimovic 34’ (rig.) | Marcatori |  |

| Arbitro: | Rosetti (Torino) |

|              |           |  |
| Vannucchi 7’ | Marcatori |  |

| Arbitro: | Mazzoleni (Bergamo) |

|             |           |                          |
| Mannini 37’ | Marcatori | 22’, 66’ Pozzi 82’ Budel |

| Arbitro: | Brighi (Cesena) |

|                        |           |  |
| Giovinco 35’ Budel 78’ | Marcatori |  |

| Arbitro: | Banti (Livorno) |

|                           |           |  |
| Simplício 15’ Rinaudo 38’ | Marcatori |  |

| Arbitro: | Orsato (Schio) |

|  |           |                            |
|  | Marcatori | 32’ Portanova 90+4’ Riganò |

| Arbitro: | Farina (Novi Ligure) |

|           |           |                                 |
| Buscè 24’ | Marcatori | 19’ Pato 86’ Ambrosini 89’ Kaká |

| Arbitro: | Bergonzi (Genova) |

|                                       |           |               |
| Langella 19’ Doni 27’ Padoin 77’, 84’ | Marcatori | 83’ Vannucchi |

| Empoli 19 marzo 2008, ore 20:30 CET 29ª giornata | Empoli            | 0 – 0 referto | Juventus | Stadio Carlo Castellani (13.225 spett.)\| Arbitro: \| Rizzoli (Bologna) \| |
| Arbitro:                                         | Rizzoli (Bologna) |               |          |                                                                            |

| Arbitro: | Gava (Conegliano) |

|                         |           |              |
| Tonetto 36’ Panucci 63’ | Marcatori | 50’ Giovinco |

| Arbitro: | Trefoloni (Siena) |

|  |           |                                  |
|  | Marcatori | 6’ Sammarco 16’ (aut.) Marzorati |

| Arbitro: | Damato (Barletta) |

|  |           |               |
|  | Marcatori | 88’ Vannucchi |

| Arbitro: | Morganti (Ascoli Piceno) |

|              |           |                |
| Giovinco 30’ | Marcatori | 7’ C.Lucarelli |

| Arbitro: | Saccani (Mantova) |

|                          |           |  |
| Acquafresca 10’ Fini 64’ | Marcatori |  |

| Arbitro: | Gava (Conegliano) |

|  |           |           |
|  | Marcatori | 15’ Abate |

| Arbitro: | Damato (Barletta) |

|  |           |                  |
|  | Marcatori | 17’ Quagliarella |

| Arbitro: | Saccani (Mantova) |

|                         |           |  |
| Barreto 68’ Amoruso 79’ | Marcatori |  |

| Arbitro: | Trefoloni (Siena) |

|                       |           |              |
| Buscè 10’ Saudati 55’ | Marcatori | 84’ Diamanti |

### Coppa Italia

#### Fase finale
| Arbitro: | Farina (Novi Ligure) |

|                     |           |              |
| Pozzi 20’ Abate 51’ | Marcatori | 81’ Iaquinta |

| Arbitro: | Gervasoni (Mantova) |

|                                                                |           |                               |
| Marchionni 5’ Nedvěd 9’ Iaquinta 48’, 60’ Del Piero 76’ (rig.) | Marcatori | 32’ Antonini 45+1’, 50’ Pozzi |

### Coppa UEFA

#### Turni preliminari
| Arbitro: | Yefet |

|                                 |           |              |
| Piccolo 44’ Antonini 49’ (rig.) | Marcatori | 74’ Alphonse |

| Arbitro: | Čeferin |

|                                  |           |  |
| Kollar 37’ Abdi 78’ Alphonse 82’ | Marcatori |  |

## Statistiche

### Statistiche di squadra
| Competizione | Punti | In casa | In casa | In casa | In casa | In casa | In casa | In trasferta | In trasferta | In trasferta | In trasferta | In trasferta | In trasferta | Totale | Totale | Totale | Totale | Totale | Totale | DR  |
| Competizione | Punti | G       | V       | N       | P       | Gf      | Gs      | G            | V            | N            | P            | Gf           | Gs           | G      | V      | N      | P      | Gf     | Gs     | DR  |
| ------------ | ----- | ------- | ------- | ------- | ------- | ------- | ------- | ------------ | ------------ | ------------ | ------------ | ------------ | ------------ | ------ | ------ | ------ | ------ | ------ | ------ | --- |
| Serie A      | 36    | 19      | 5       | 7       | 7       | 18      | 21      | 19           | 4            | 2            | 13           | 11           | 31           | 38     | 9      | 9      | 20     | 29     | 52     | -23 |
| Coppa Italia |       | 1       | 1       | 0       | 0       | 2       | 1       | 1            | 0            | 0            | 1            | 3            | 5            | 2      | 1      | 0      | 1      | 5      | 6      | -1  |
| Coppa UEFA   |       | 1       | 1       | 0       | 0       | 2       | 1       | 1            | 0            | 0            | 1            | 0            | 3            | 2      | 1      | 0      | 1      | 2      | 4      | -2  |
| Totale       |       | 21      | 7       | 7       | 7       | 22      | 23      | 21           | 4            | 2            | 15           | 14           | 39           | 42     | 11     | 9      | 22     | 36     | 62     | -26 |

### Andamento in campionato
| Giornata  | 1  | 2  | 3  | 4  | 5  | 6  | 7  | 8  | 9  | 10 | 11 | 12 | 13 | 14 | 15 | 16 | 17 | 18 | 19 | 20 | 21 | 22 | 23 | 24 | 25 | 26 | 27 | 28 | 29 | 30 | 31 | 32 | 33 | 34 | 35 | 36 | 37 | 38 |
| --------- | -- | -- | -- | -- | -- | -- | -- | -- | -- | -- | -- | -- | -- | -- | -- | -- | -- | -- | -- | -- | -- | -- | -- | -- | -- | -- | -- | -- | -- | -- | -- | -- | -- | -- | -- | -- | -- | -- |
| Luogo     | T  | C  | T  | C  | T  | C  | T  | T  | C  | T  | C  | T  | C  | T  | C  | C  | T  | C  | T  | C  | T  | C  | T  | C  | T  | C  | C  | T  | C  | T  | C  | T  | C  | T  | T  | C  | T  | C  |
| Risultato | P  | P  | N  | N  | P  | V  | P  | V  | P  | P  | N  | P  | N  | P  | V  | N  | N  | N  | P  | P  | P  | V  | V  | V  | P  | P  | P  | P  | N  | P  | P  | V  | N  | P  | V  | P  | P  | V  |
| Posizione | 18 | 18 | 19 | 19 | 18 | 16 | 18 | 16 | 17 | 18 | 18 | 20 | 18 | 19 | 18 | 18 | 17 | 17 | 19 | 19 | 19 | 18 | 16 | 14 | 16 | 17 | 18 | 19 | 20 | 20 | 20 | 18 | 19 | 19 | 17 | 19 | 19 | 18 |

Fonte:  Serie A – Classifiche, su corrieredellosport.it, Corriere dello Sport (archiviato dall'url originale il 6 gennaio 2014).
Legenda:

Luogo: C = Casa; T = Trasferta. Risultato: V = Vittoria; N = Pareggio; P = Sconfitta.

### Statistiche dei giocatori
| Giocatore      | Serie A  | Serie A | Serie A     | Serie A    | Coppa Italia | Coppa Italia | Coppa Italia | Coppa Italia | Coppa UEFA | Coppa UEFA | Coppa UEFA  | Coppa UEFA | Totale   | Totale | Totale      | Totale     |
| Giocatore      | Presenze | Reti    | Ammonizioni | Espulsioni | Presenze     | Reti         | Ammonizioni  | Espulsioni   | Presenze   | Reti       | Ammonizioni | Espulsioni | Presenze | Reti   | Ammonizioni | Espulsioni |
| -------------- | -------- | ------- | ----------- | ---------- | ------------ | ------------ | ------------ | ------------ | ---------- | ---------- | ----------- | ---------- | -------- | ------ | ----------- | ---------- |
| I. Abate       | 24       | 1       | 5           | 0          | 2            | 1            | 1            | 0            | 2          | 0          | 0           | 0          | 28       | 2      | 6           | 0          |
| D. Adani       | 6        | 0       | 1           | 1          | 1            | 0            | 1            | 0            | 0          | 0          | 0           | 0          | 7        | 0      | 2           | 1          |
| L. Antonini    | 32       | 0       | 1           | 0          | 2            | 1            | 0            | 0            | 2          | 1          | 1           | 0          | 36       | 2      | 2           | 0          |
| N. Ascoli      | 1        | 0       | 0           | 0          | 0            | 0            | 0            | 0            | 1          | 0          | 0           | 0          | 2        | 0      | 0           | 0          |
| D. Balli       | 21       | -25     | 3           | 0          | 1            | -3           | 1            | 0            | 0          | 0          | 0           | 0          | 22       | -28    | 4           | 0          |
| D. Bassi       | 17       | -27     | 0           | 0          | 2            | -3           | 0            | 0            | 2          | -4         | 0           | 0          | 21       | -34    | 0           | 0          |
| A. Budel       | 19       | 2       | 3           | 0          | 0            | 0            | 0            | 0            | 0          | 0          | 0           | 0          | 19       | 2      | 3           | 0          |
| A. Buscè       | 30       | 2       | 2           | 0          | 1            | 0            | 0            | 0            | 0          | 0          | 0           | 0          | 31       | 2      | 2           | 0          |
| S. Caturano    | 0        | 0       | 0           | 0          | 0            | 0            | 0            | 0            | 0          | 0          | 0           | 0          | 0        | 0      | 0           | 0          |
| Éder           | 0        | 0       | 0           | 0          | 0            | 0            | 0            | 0            | 1          | 0          | 0           | 0          | 1        | 0      | 0           | 0          |
| G. Giacomazzi  | 20       | 0       | 6           | 0          | 0            | 0            | 0            | 0            | 1          | 0          | 0           | 0          | 21       | 0      | 6           | 0          |
| S. Giovinco    | 35       | 6       | 6           | 0          | 1            | 0            | 0            | 0            | 1          | 0          | 0           | 0          | 37       | 6      | 6           | 0          |
| S. Iacoponi    | 0        | 0       | 0           | 0          | 0            | 0            | 0            | 0            | 1          | 0          | 1           | 0          | 1        | 0      | 1           | 0          |
| C. Marchisio   | 26       | 0       | 8           | 0          | 1            | 0            | 1            | 0            | 2          | 0          | 1           | 0          | 29       | 0      | 10          | 0          |
| F. Marianini   | 25       | 0       | 2           | 0          | 2            | 0            | 2            | 0            | 1          | 0          | 0           | 0          | 28       | 0      | 4           | 0          |
| L. Marzorati   | 32       | 1       | 5           | 1          | 1            | 0            | 0            | 0            | 2          | 0          | 0           | 0          | 35       | 1      | 5           | 1          |
| L. Mch'edlidze | 0        | 0       | 0           | 0          | 0            | 0            | 0            | 0            | 0          | 0          | 0           | 0          | 0        | 0      | 0           | 0          |
| D. Moro        | 32       | 0       | 9           | 1          | 2            | 0            | 0            | 0            | 0          | 0          | 0           | 0          | 34       | 0      | 9           | 1          |
| G. Musacci     | 2        | 0       | 1           | 0          | 0            | 0            | 0            | 0            | 0          | 0          | 0           | 0          | 2        | 0      | 1           | 0          |
| A. Pelagotti   | 0        | -0      | 0           | 0          | 0            | -0           | 0            | 0            | 0          | -0         | 0           | 0          | 0        | -0     | 0           | 0          |
| F. Piccolo     | 20       | 0       | 5           | 1          | 1            | 0            | 1            | 0            | 2          | 1          | 2           | 0          | 23       | 1      | 8           | 1          |
| N. Pozzi       | 17       | 7       | 7           | 0          | 2            | 3            | 1            | 0            | 2          | 0          | 0           | 0          | 21       | 10     | 8           | 0          |
| F. Pratali     | 15       | 0       | 6           | 1          | 2            | 0            | 0            | 0            | 0          | 0          | 0           | 0          | 17       | 0      | 6           | 1          |
| F. Prevete     | 0        | 0       | 0           | 0          | 0            | 0            | 0            | 0            | 1          | 0          | 1           | 0          | 1        | 0      | 1           | 0          |
| A. Raggi       | 33       | 1       | 4           | 0          | 2            | 0            | 0            | 0            | 1          | 0          | 0           | 0          | 36       | 1      | 4           | 0          |
| Rincón         | 0        | 0       | 0           | 0          | 0            | 0            | 0            | 0            | 2          | 0          | 0           | 1          | 2        | 0      | 0           | 1          |
| L. Saudati     | 30       | 4       | 7           | 0          | 0            | 0            | 0            | 0            | 0          | 0          | 0           | 0          | 30       | 4      | 7           | 0          |
| V. Tosto       | 32       | 0       | 3           | 0          | 1            | 0            | 0            | 0            | 0          | 0          | 0           | 0          | 33       | 0      | 3           | 0          |
| R. Vanigli     | 13       | 0       | 5           | 0          | 1            | 0            | 0            | 0            | 1          | 0          | 1           | 0          | 15       | 0      | 6           | 0          |
| I. Vannucchi   | 34       | 5       | 7           | 0          | 2            | 0            | 1            | 0            | 1          | 0          | 0           | 0          | 37       | 5      | 8           | 0          |
| R. Volpato     | 13       | 0       | 0           | 0          | 1            | 0            | 0            | 0            | 2          | 0          | 0           | 0          | 16       | 0      | 0           | 0          |